# Gabi Weber

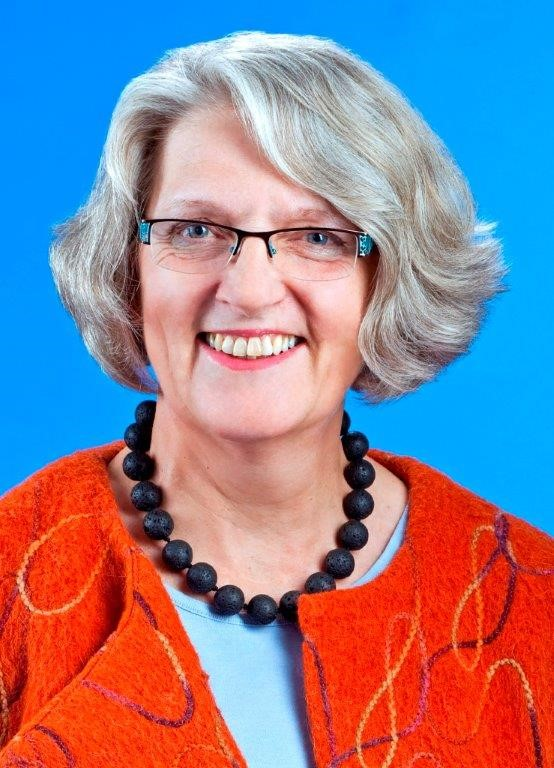
Gabi Weber (2013)

Gabriele „Gabi“ Weber (* 24. März 1955 in Ebernhahn bei Montabaur, Rheinland-Pfalz) ist eine deutsche Politikerin (SPD) und war von 2013 bis 2021 Abgeordnete des Deutschen Bundestages.

## Leben
Sie absolvierte von in den Jahren 1969 bis 1972 eine Ausbildung zur Keramikmalerin und war in diesem Beruf bis 1980 tätig.
Seit 1969 gehörte sie der IG Chemie-Papier-Keramik an. In den Jahren 1980 bis 1982 machte sie eine Ausbildung zur hauptamtlichen Gewerkschaftssekretärin. Von 1980 bis 1991 war sie Gewerkschaftssekretärin beim DGB Kassel, 1991 bis 1993 beim DGB Rhein-Lahn und 1996 bis 2001 beim DGB Koblenz; 1993 bis 1995 war sie Kreisvorsitzende des DGB Rhein-Lahn, seit 2001 ist sie Vorsitzende des DGB Region Koblenz.
Weber hat einen Sohn.

## Politik
Gabi Weber ist seit 1972 Mitglied der SPD. Von 1998 bis 2003 war sie Mitglied des Verbandsgemeinderates der Verbandsgemeinde Wirges. Seit 2009 gehört sie dem Stadtrat von Wirges an.

## Abgeordnete
Bei der Bundestagswahl 2013 kandidierte sie im Wahlkreis Montabaur sowie auf Platz 9 der rheinland-pfälzischen Landesliste der SPD. Ihr gelang über die Landesliste der Einzug in den Bundestag.
Im 18. Bundestag war Weber Ordentliches Mitglied im Verteidigungsausschuss, im Ausschuss für wirtschaftliche Zusammenarbeit und Entwicklung und im Unterausschuss für zivile Krisenprävention, Konfliktbearbeitung und vernetztes Handeln. Im 19. Deutschen Bundestag war Weber nach wie vor ordentliches Mitglied im Ausschuss für wirtschaftliche Zusammenarbeit und Entwicklung und gehörte zudem als stellvertretendes Mitglied dem Verteidigungsausschuss an.
Sie war Teil der Parlamentariergruppen für Südasien und Ostafrika.
Im Februar 2020 kündigte sie an, bei der Bundestagswahl 2021 nicht erneut kandidieren zu wollen. Der Kreisvorstand der SPD im Westerwaldkreis nominierte als Nachfolgerin Tanja Machalet.